# 海斯特赫伊峰
61°40′41″N 8°11′32″E / 61.6781°N 8.1922°E
海斯特赫伊峰是挪威的山峰，位於該國東南部內陸郡，處於肖克，距離首都奧斯陸250公里，屬於尤通黑門山脈的一部分，海拔高度2,022米，受凍原氣候影響。